# 斯氏深海鰩
斯氏深海鰩（學名：Bathyraja smirnovi），為軟骨魚綱鰩目單鰭鰩科深海鰩屬的一種，分布於北太平洋鄂霍次克海庫頁島及日本海海域，深度100至1000公尺，體長可達102公分，棲息在深海沙泥底質海域，為底棲性魚類，卵生，雌魚會產下有角的長方形卵囊，會成對出現，幼魚可能會跟隨大的個體，屬肉食性，生活習性不明。